# Clássico Mineiro
Clássico Mineiro (dt. Klassiker von Minas Gerais) ist die portugiesische Bezeichnung für das Stadtderby zwischen den Fußballvereinen Atlético Mineiro und Cruzeiro Esporte Clube aus Belo Horizonte, der Hauptstadt des brasilianischen Bundesstaates Minas Gerais. Es zählt zu den wichtigsten Fußballderbys in Brasilien.

## Geschichte
Atlético wurde bereits 1908 von Abiturienten der höheren Kreise gegründet und hatte zunächst eine Rivalität zum ortsansässigen América Futebol Clube, der 1912 ebenfalls von Angehörigen der höheren Kreise gegründet wurde. Deren anfängliche Rivalität war jedoch rein sportlich und noch nicht durch gewalttätige Auseinandersetzungen gekennzeichnet, die den heutigen Clássico Mineiro oft umgeben haben. Der Hauptunterschied zwischen Atlético und América war, dass die Mannschaft von Atlético anfänglich aus Jugendlichen und jungen Männern bestand, während América zunächst als Kindermannschaft ins Leben gerufen wurde und sich erst später auch für Jugendliche und Erwachsene öffnete. Doch América überholte den älteren Stadtrivalen schnell. Nachdem die 1915 erstmals ausgetragene Stadtmeisterschaft von Belo Horizonte von Atlético gewonnen wurde, gewann der noch junge América FC die Meisterschaft in den folgenden zehn Jahren.
1921 wurde innerhalb der italienischen Gemeinschaft von Belo Horizonte mit der Societá Sportiva Palestra Itália (1942 in Cruzeiro umbenannt) ein weiterer Verein gegründet, dessen Mannschaft in den vier aufeinanderfolgenden Spielzeiten von 1922 bis 1925 jeweils Vizemeister hinter dem Seriensieger América wurde und den vorherigen Vizemeister Atlético somit weiter nach hinten verwies. Der Verein stand in den ersten vier Jahren seines Bestehens nur Italienern offen und öffnete sich erst 1925 auch der übrigen Bevölkerung, um einerseits auch gute brasilianische Spieler verpflichten zu können und andererseits eine höhere Akzeptanz in der Bevölkerung zu erreichen.
Nach dem Ende der Vorherrschaft von América gewannen in den folgenden fünf Jahren zweimal Atlético (1926, 1927) und dreimal Cruzeiro (1928, 1929, 1930) die Stadtmeisterschaft, wodurch sich beide Vereine auf Augenhöhe begegneten: das traditionsreiche Atlético – das bereits in den Gründerjahren der Stadt (sie wurde erst 1897 am Reißbrett entworfen) entstanden war – gegen den neuen und „fremden italienischen“ Verein Palestra Itália, der bereits zu dieser Zeit eine ähnliche Zuschauerzahl mobilisieren konnte. Schon damals standen sich die beiden Mannschaften unversöhnlich gegenüber.
So wurde bereits 1927 erstmals von Zuschauerausschreitungen bei einem Derby berichtet. Nachdem sich zunächst einige Fans von Atlético auf der Tribüne danebenbenommen hätten, sei es zu entsprechenden Gegenreaktionen verärgerter Palestra-Fans gekommen, die sich unter anderem gegenüber einigen älteren Damen respektlos verhalten haben sollen. Zwei Jahre später kam es erneut zu Tumulten, als Atlético das Derby mit 2:5 verlor. In einem Presseartikel jener Tage konnte man lesen, dass sich die Kurve der Atlético-Fans bereits kurz vor Spielende zu leeren begann und ein Teil der Fans beim Verlassen des Stadions durch Schlägereien und andere Störungen unangenehm auffiel. Zusätzlich Öl ins Feuer goss ein Zeitungsreporter, der in seinem Bericht schrieb, Palestra sei einzig zu dem Zweck gegründet worden, stets Atlético zu besiegen. Diese Zeilen heizten die Derbyatmosphäre weiter an und auch in den folgenden Jahren kam es im Umfeld der Derbys immer wieder zu Gewalttätigkeiten der Fangruppen, sowohl innerhalb als auch außerhalb des Stadions.
In ihrer Ausgabe vom 10. September 1931 schrieb die Zeitung Minas Geraes bezüglich des Derbys sinngemäß: „Palestra und Atlético werden von unseren Sportfans als mächtige und unversöhnliche Rivalen angesehen. Tatsächlich gab es Zeiten, in denen die Rivalität so groß war, dass alle Versuche, die gegenseitigen Abneigungen zu beschwichtigen, aussichtslos waren. Gelegentlich tauschten die beiden Kontrahenten Freundlichkeiten aus, aber sobald der Ball rollte, war die Etikette vergessen.“
Wenn die Derbys in den kommenden Jahren auch ohne nennenswerte Tumulte auskamen, so standen diese schon bald wieder auf der Tagesordnung. So schrieb die Zeitung Folha de Minas in ihrer Ausgabe vom 6. August 1935: „Der Spielverlauf gestaltete sich als Gemetzel und das wirkte sich auch auf die Reaktionen der Zuschauer aus. Nach dem Spiel kam es zu einigen unschönen Szenen, die von weniger verantwortungsbewussten Elementen genutzt wurden, um sich Kämpfe innerhalb und außerhalb der Wettkampfstätte zu liefern.“
Ein halbes Jahr später kam es im Januar 1936 zu den bis dahin wohl unschönsten Szenen auf dem Rasen, als die Spieler sich gegenseitig foulten und ständig gegen die Entscheidungen des Schiedsrichtergespanns lamentierten. Unsportlichkeiten derselben Art kennzeichneten auch das nächste Derby, das vier Wochen später stattfand. Durch die fortwährenden Rüpeleien der Spieler angewidert, verließ bei diesem Derby – das sich durch die vielen Unterbrechungen auf die Dauer von fast zweieinhalb Stunden erstreckte – rund ein Drittel des Publikums noch vor Spielende friedlich (!) das Stadion. Im Juni desselben Jahres marschierte die Polizei derart rabiat in beide Fanblöcke ein, dass sie im Nachhinein für ihren Einsatz massive Kritik einstecken musste.
Eine weitere Eskalation ergab sich beim Derby im Januar 1938, als zwei Spieler von Palestra Italia auf dem Spielfeld so rüpelhaft agierten, dass sie von der Polizei verhaftet und auf die Wache gebracht wurden. Ein ähnlich rabiates Derby fand im Juni 1940 statt, als es sowohl nach einem Tor für Atlético als auch nach einer Elfmeterentscheidung zu Gunsten von Palestra Itália zu massiven Protesten kam, in deren Folge einige Spieler und Betreuer verhaftet wurden.
Während des Zweiten Weltkriegs, als die brasilianische Regierung sich mit der Anti-Hitler-Koalition gegen die Achsenmächte (unter anderem bestehend aus Deutschland und Italien) verbündet hatte, wurde der Gebrauch der „feindlichen Sprachen“ verboten. Dadurch war Palestra Itália gezwungen, sich einen neuen Namen zuzulegen. Man entschied sich für die Bezeichnung Cruzeiro; nach dem Cruzeiro do Sul, das auch in der brasilianischen Flagge enthalten ist.
Über die Jahrzehnte hinweg hat das Derby seine Brisanz konserviert und die Gewalt neue Ausmaße angenommen. So wurden zum Beispiel im Februar 2009 von einer Gruppe motorradfahrender Anhänger von Cruzeiro Schüsse in eine Menschenmenge abgefeuert, in der sich Anhänger des Stadtrivalen Atlético befanden. Dabei kam ein Fan der Schwarz-Weißen ums Leben.
Und erst kürzlich (im September 2018) betonte der beim Clube Atlético unter Vertrag stehende Stürmer Luan Madson Gedeão de Paiva vor einem Clássico Mineiro: „Wir erwarten eine kriegerische Auseinandersetzung, so wie es alle Derbys waren.“
Dass das Derby in Belo Horizonte für die gesamte Region ein ganz besonderes Spiel ist, beweisen die Finalspiele um die Copa do Brasil, die im November 2014 zwischen den beiden Kontrahenten ausgetragen wurden. Das Interesse an diesem besonderen Pokalfinale war im Bundesstaat Minas Gerais so groß, dass die Zeitung Estado de Minas am Tag der Finalbegegnung alle anderen Nachrichten als „unwichtig“ von der Titelseite verbannte und diese ausschließlich dem Derby widmete. Atlético gewann die Finalspiele (2:0 und 1:0), doch Cruzeiro konnte sich durch den Gewinn der brasilianischen Fußballmeisterschaft im selben Jahr über diese Niederlage hinwegtrösten.

## Popularität
Der Clube Atlético Mineiro hat sich bereits frühzeitig von seinem Oberschichtimage befreit, das seinem alten Konkurrenten América erhalten blieb, und deklarierte sich erfolgreich als Volksverein. Dieser Aspekt wird unter anderem durch die Vereinsfarben definiert, die aufzeigen sollen, dass, ungeachtet der Hautfarbe und sozialen Herkunft, alle Menschen im Verein willkommen sind.
So dürfte es kaum verwundern, dass repräsentativen Umfragen zufolge Atlético Mineiro in seiner Heimatstadt Belo Horizonte über die höchsten Sympathiewerte verfügt und im Schnitt auch mehr Besucher bei den Heimspielen hat, während der in landesweiten und internationalen Wettbewerben sportlich erfolgreichere Cruzeiro EC sowohl im Bundesstaat Minas Gerais als auch in Brasilien die höhere Popularität genießt.

## Statistik

### Derbybilanz
Eine allgemeingültige Derbystatistik existiert nicht, da beide Vereine eine eigene Statistik führen, denen lediglich die Tatsache gemeinsam ist, dass Atlético Mineiro mehr Siege vorzuweisen hat als Cruzeiro. Die hier publizierte Statistik wurde der bei Goal.com geführten Derbybilanz entnommen. Ein Großteil der Resultate (472 bis zum 12. Juni 2016) ist bei Footballderbies.com veröffentlicht.

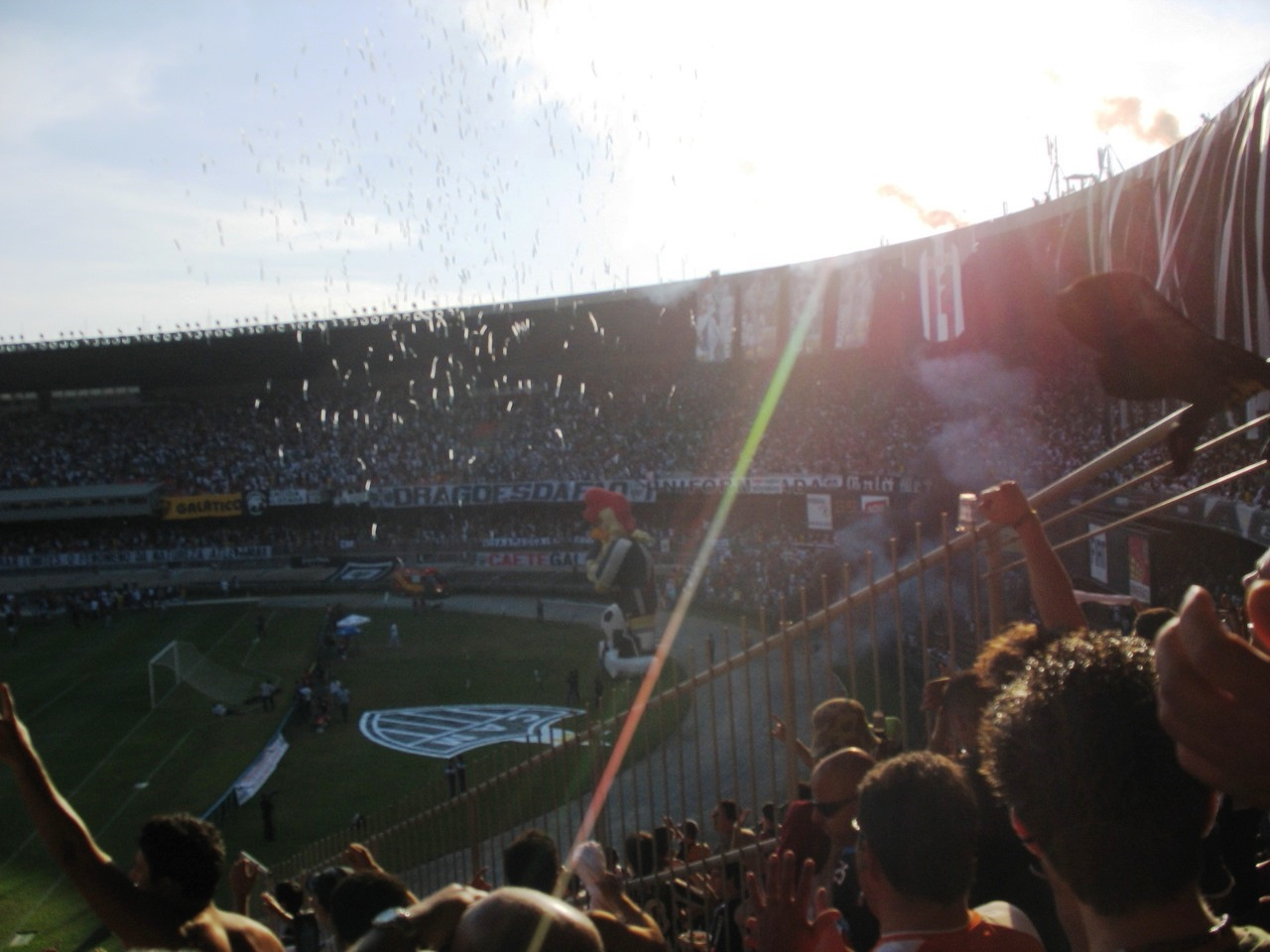
Atlético-Fans während eines Clássico Mineiro (2007)

| Stand: 17. Januar 2025 | Atlético Mineiro | – | Cruzeiro EC |

| Spiele | Siege | Remis | Siege | Torverhältnis |
| ------ | ----- | ----- | ----- | ------------- |
| 525    | 212   | 140   | 173   | 742:657       |

### Die Titel im direkten Vergleich
Hinweis: Die in Kursivschrift aufgeführten Wettbewerbe werden nicht mehr ausgetragen.

| Wettbewerb                         | Titel | Zuletzt | Titel | Zuletzt |
| ---------------------------------- | ----- | ------- | ----- | ------- |
| Copa Libertadores                  | 1     | 2013    | 2     | 1997    |
| Recopa Sudamericana                | 1     | 2014    | 1     | 1998    |
| Copa Conmebol                      | 2     | 1997    | 0     |         |
| Copa Master de Supercopa           | 0     |         | 1     | 1994    |
| Copa Ouro                          | 0     |         | 1     | 1995    |
| Supercopa Sudamericana             | 0     |         | 2     | 1992    |
| Brasilianischer Meister            | 3     | 2021    | 4     | 2014    |
| Brasilianischer Pokalsieger        | 2     | 2021    | 6     | 2018    |
| Brasilianische Supercup            | 1     | 2022    | 0     |         |
| Staatsmeister von Minas Gerais     | 49    | 2024    | 39    | 2019    |
| Staatspokalsieger von Minas Gerais | 5     | 1987    | 5     | 1985    |
| Série B                            | 1     | 2006    | 1     | 2022    |